# Wacław Tomaszewski
Wacław Kazimierz Tomaszewski (ur. 28 marca 1884 w Rudawicy koło Grodna, zm. 5 czerwca 1969 w Gdańsku) – polski architekt, nauczyciel akademicki, poseł na Sejm Ustawodawczy II RP, wraz z Witoldem Urbanowiczem twórca dyscypliny naukowej architektura okrętów.

## Życiorys
W 1903 ukończył szkołę realną w Kijowie. Studiował na Wydziale Inżynierii Lądowej Politechniki Kijowskiej. W 1905 przeniósł się na Wydział Architektury Politechniki w Karlsruhe, który ukończył w 1910 z dyplomem inżyniera architekta. Podczas pobytu w Karlsruhe studiował także malarstwo i rzeźbę na tamtejszej Akademii Sztuk Pięknych. Podczas I wojny światowej służył w armii rosyjskiej. W 1915 dostał się do niewoli niemieckiej. W latach 1918–1928 prowadził pracownię architektoniczną w Warszawie. Następnie przeniósł się do Gdyni. Charakterystyczną cechą projektowanych przez niego budowli były kubizujące formy dekoracyjne. 

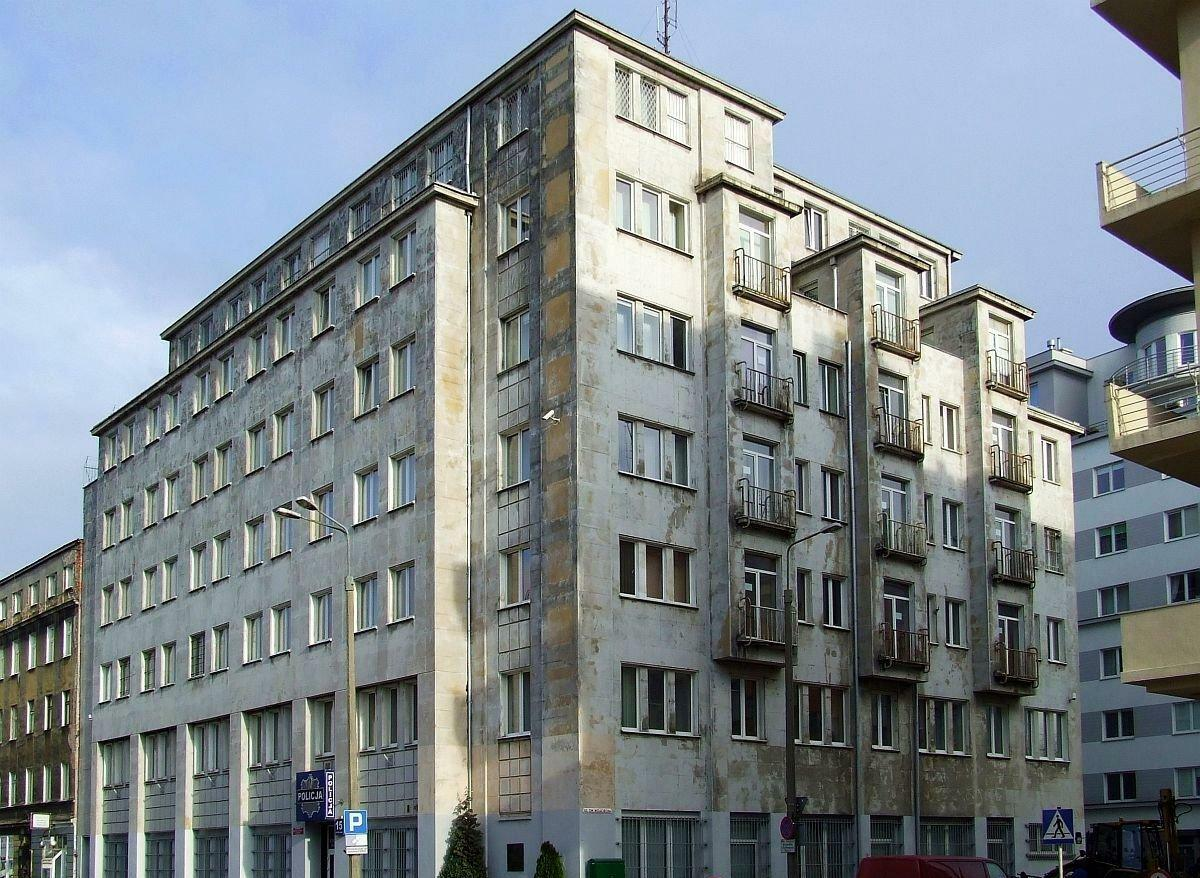
budynek Komendy Miejskiej Policji w Gdyni

W latach 1919–22 piastował mandat posła na Sejm Ustawodawczy z ramienia Związku Ludowo-Narodowego. We wrześniu 1919 przeszedł do klubu Zjednoczenia Mieszczańskiego. W 1920 był zastępcą członka Rady Obrony Państwa.
W okresie II wojny światowej przebywał w Wilnie, Kownie i Warszawie. Od września 1944 był więźniem obozu przejściowego w Pruszkowie. Od lipca 1945 pracował w Biurze Odbudowy Portów w Gdańsku. W grudniu 1945 objął kierownictwo Katedry Architektury Portów i Przymorza Wydziału Architektury Politechniki Gdańskiej. W 1949 otrzymał tytuł profesora nadzwyczajnego tej uczelni. W 1960 przeszedł na emeryturę. W 1961 został przewodniczącym Sekcji Architektury Okrętów Oddziału Wybrzeże SARP. Został pochowany na cmentarzu Oliwskim w Gdańsku (kwatera 8-10-8). 

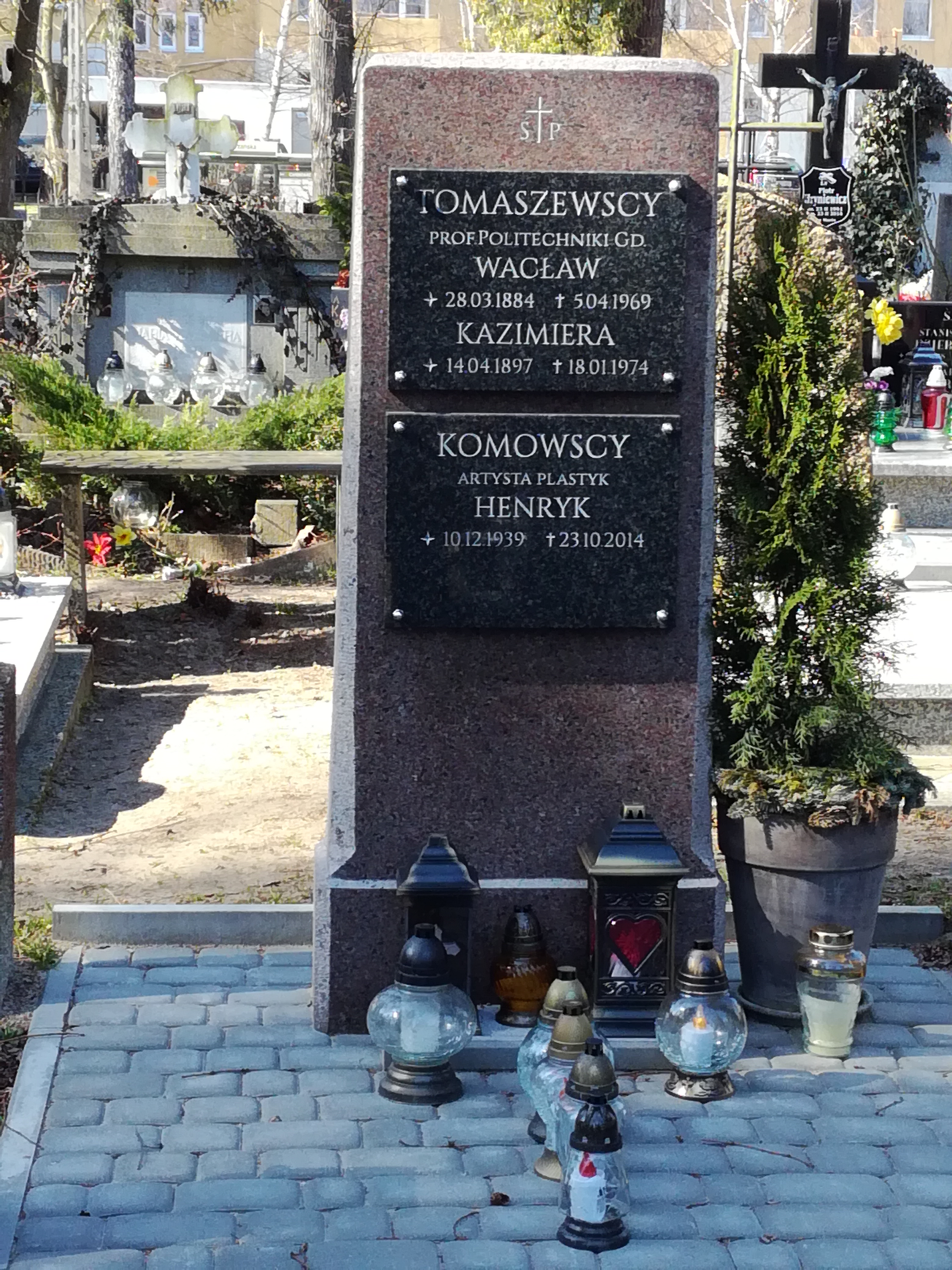
Grób profesora Wacława Tomaszewskiego na cmentarzu Oliwskim

## Najważniejsze dzieła

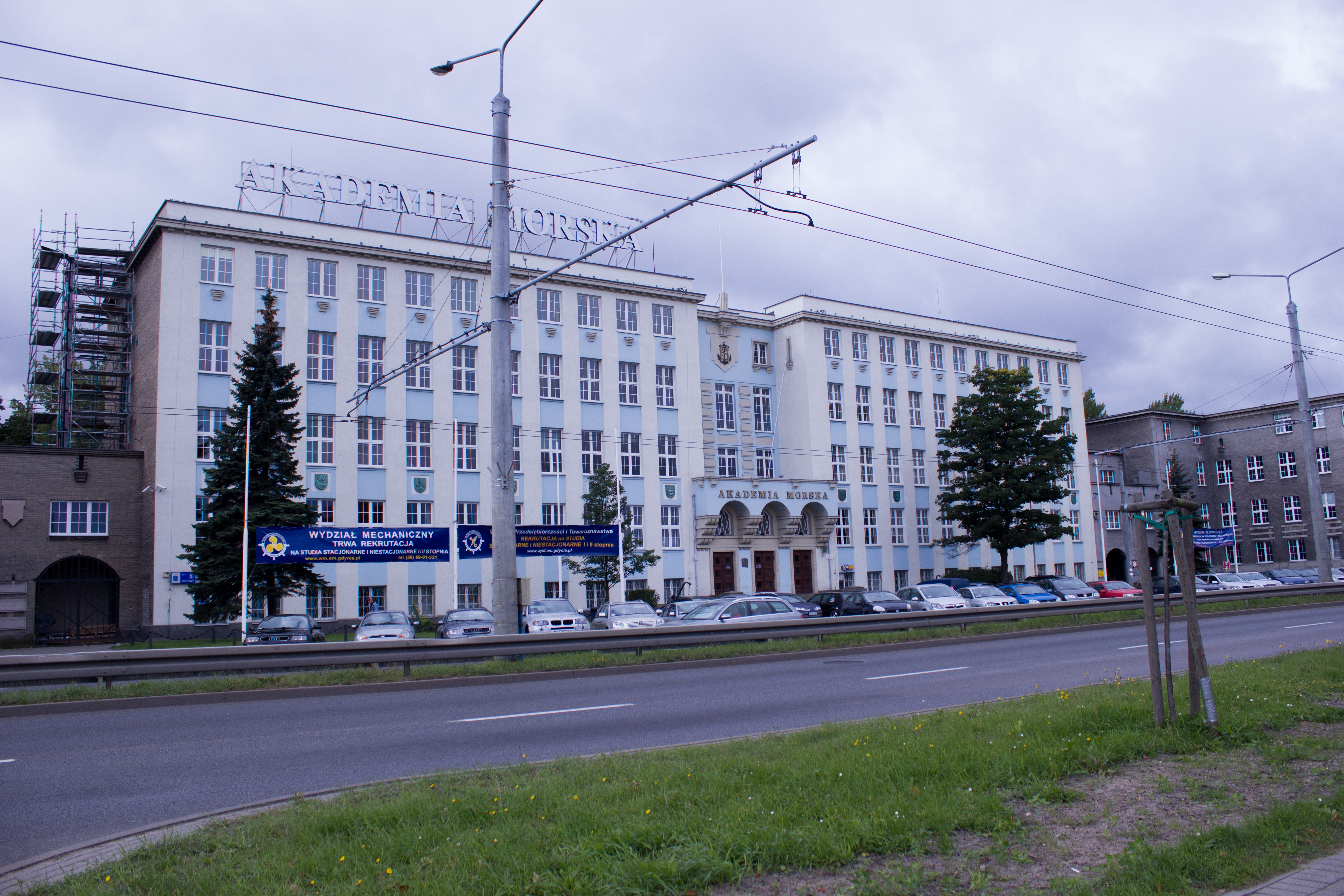
Gmach główny Uniwersytetu Morskiego

- Szkoła Handlu Morskiego i Techniki Portowej w Gdyni (1928);
- gmach główny Akademii Morskiej w Gdyni (1928-30);
- Dom Marynarza Polskiego w Gdyni, ul. Jana z Kolna 27 (obecnie Dom Rybaka) (1929-32)[6];
- nadbudowa Państwowego Instytutu Meteorologicznego w Gdyni, ul. Waszyngtona 42 (1930)[7];
- Magazyn Tranzytowy Dworca Morskiego w Gdyni (1932-1933))[8];
- budynek Bergtrans w Gdyni, od 1990 Komenda Miejska Policji, ul. Portowa 15 (1936);
- budynek biurowo-mieszkaniowy Gdynika w Gdyni-Kamiennej Górze (1937);
- budynek Izby Arbitrażowej Bawełny w Gdyni, ul. Derdowskiego 26 (1938))[9];
- siedziba Miastoprojektu w Gdańsku (1947-1949)[10];
- hotel Monopol, obecnie Hotel Scandic w Gdańsku, ul. Podwale Grodzkie 9 (1949) - współautorzy: Witold Kuczewski, Stefan Listowski;
- Dworzec Gdynia Główna Osobowa (1950-55);
- wnętrza dużej przedniej werandy, jadalni I klasy, baru oraz nowych czterech apartamentów „de luxe” w ramach przebudowy pomieszczeń rekreacyjnych na transatlantyku MS Batory (1956-57, kierownik zespołu projektantów)[1]

## Nagrody i odznaczenia
- Złoty Krzyż Zasługi
- Medal 10-lecia Polski Ludowej
- I nagroda w konkursie na gmach Najwyższej Izby Kontroli Państwa w Warszawie (1925)
- II nagroda w konkursie na projekt odbudowy ratusza we Lwowie
- II nagroda w konkursie na projekt rynku w Kaliszu[11]